# Marcos Moreno Sáez
Marcos Moreno Sáez (Logroño, 18 de junio de 2003) es un atleta español especializado en el lanzamiento de disco.

## Reseña biográfica
Marcos Moreno es hijo del atleta retirado Marcos Moreno Cuesta, que también fue director general de Deportes del Gobierno de La Rioja. Ha representado a España en varias competiciones internacionales en categorías de edad inferiores.
En 2025 consiguió la medalla de plata en la Copa de Europa de Lanzamientos sub-23.

## Competiciones internacionales
| Representando a España en lanzamiento de disco \| Año \| Competición \| Sede \| Puesto \| Marca \| \| ---- \| ------------------------------------- \| ------- \| ---------------- \| ------------ \| \| 2019 \| FOJE \| Bakú \| 4.º \| 57,73 m[n 1] \| \| 2021 \| Campeonato de Europa Sub-20 \| Tallin \| 7.º \| 56,27 m[n 2] \| \| 2021 \| Campeonato del Mundo Sub-20 \| Nairobi \| 9.º \| 54,49 m[n 2] \| \| 2022 \| Campeonato del Mundo Sub-20 \| Cali \| 6.º \| 60,94 m[n 2] \| \| 2023 \| Copa de Europa de Lanzamientos sub-23 \| Leiria \| 6.º \| 54,56 m \| \| 2023 \| Campeonato de Europa Sub-23 \| Espoo \| 5.º \| 57,40 m \| \| 2024 \| Copa de Europa de Lanzamientos sub-23 \| Leiria \| 7.º \| 54,88 m \| \| 2025 \| Copa de Europa de Lanzamientos sub-23 \| Nicosia \| Medalla de plata \| 59,47 m \| \| 2025 \| Campeonato de Europa Sub-23 \| Bergen \| 7.º \| 58,07 m \| | Representando a España en lanzamiento de disco \| Año \| Competición \| Sede \| Puesto \| Marca \| \| ---- \| ------------------------------------- \| ------- \| ---------------- \| ------------ \| \| 2019 \| FOJE \| Bakú \| 4.º \| 57,73 m[n 1] \| \| 2021 \| Campeonato de Europa Sub-20 \| Tallin \| 7.º \| 56,27 m[n 2] \| \| 2021 \| Campeonato del Mundo Sub-20 \| Nairobi \| 9.º \| 54,49 m[n 2] \| \| 2022 \| Campeonato del Mundo Sub-20 \| Cali \| 6.º \| 60,94 m[n 2] \| \| 2023 \| Copa de Europa de Lanzamientos sub-23 \| Leiria \| 6.º \| 54,56 m \| \| 2023 \| Campeonato de Europa Sub-23 \| Espoo \| 5.º \| 57,40 m \| \| 2024 \| Copa de Europa de Lanzamientos sub-23 \| Leiria \| 7.º \| 54,88 m \| \| 2025 \| Copa de Europa de Lanzamientos sub-23 \| Nicosia \| Medalla de plata \| 59,47 m \| \| 2025 \| Campeonato de Europa Sub-23 \| Bergen \| 7.º \| 58,07 m \| | Representando a España en lanzamiento de disco \| Año \| Competición \| Sede \| Puesto \| Marca \| \| ---- \| ------------------------------------- \| ------- \| ---------------- \| ------------ \| \| 2019 \| FOJE \| Bakú \| 4.º \| 57,73 m[n 1] \| \| 2021 \| Campeonato de Europa Sub-20 \| Tallin \| 7.º \| 56,27 m[n 2] \| \| 2021 \| Campeonato del Mundo Sub-20 \| Nairobi \| 9.º \| 54,49 m[n 2] \| \| 2022 \| Campeonato del Mundo Sub-20 \| Cali \| 6.º \| 60,94 m[n 2] \| \| 2023 \| Copa de Europa de Lanzamientos sub-23 \| Leiria \| 6.º \| 54,56 m \| \| 2023 \| Campeonato de Europa Sub-23 \| Espoo \| 5.º \| 57,40 m \| \| 2024 \| Copa de Europa de Lanzamientos sub-23 \| Leiria \| 7.º \| 54,88 m \| \| 2025 \| Copa de Europa de Lanzamientos sub-23 \| Nicosia \| Medalla de plata \| 59,47 m \| \| 2025 \| Campeonato de Europa Sub-23 \| Bergen \| 7.º \| 58,07 m \| | Representando a España en lanzamiento de disco \| Año \| Competición \| Sede \| Puesto \| Marca \| \| ---- \| ------------------------------------- \| ------- \| ---------------- \| ------------ \| \| 2019 \| FOJE \| Bakú \| 4.º \| 57,73 m[n 1] \| \| 2021 \| Campeonato de Europa Sub-20 \| Tallin \| 7.º \| 56,27 m[n 2] \| \| 2021 \| Campeonato del Mundo Sub-20 \| Nairobi \| 9.º \| 54,49 m[n 2] \| \| 2022 \| Campeonato del Mundo Sub-20 \| Cali \| 6.º \| 60,94 m[n 2] \| \| 2023 \| Copa de Europa de Lanzamientos sub-23 \| Leiria \| 6.º \| 54,56 m \| \| 2023 \| Campeonato de Europa Sub-23 \| Espoo \| 5.º \| 57,40 m \| \| 2024 \| Copa de Europa de Lanzamientos sub-23 \| Leiria \| 7.º \| 54,88 m \| \| 2025 \| Copa de Europa de Lanzamientos sub-23 \| Nicosia \| Medalla de plata \| 59,47 m \| \| 2025 \| Campeonato de Europa Sub-23 \| Bergen \| 7.º \| 58,07 m \| | Representando a España en lanzamiento de disco \| Año \| Competición \| Sede \| Puesto \| Marca \| \| ---- \| ------------------------------------- \| ------- \| ---------------- \| ------------ \| \| 2019 \| FOJE \| Bakú \| 4.º \| 57,73 m[n 1] \| \| 2021 \| Campeonato de Europa Sub-20 \| Tallin \| 7.º \| 56,27 m[n 2] \| \| 2021 \| Campeonato del Mundo Sub-20 \| Nairobi \| 9.º \| 54,49 m[n 2] \| \| 2022 \| Campeonato del Mundo Sub-20 \| Cali \| 6.º \| 60,94 m[n 2] \| \| 2023 \| Copa de Europa de Lanzamientos sub-23 \| Leiria \| 6.º \| 54,56 m \| \| 2023 \| Campeonato de Europa Sub-23 \| Espoo \| 5.º \| 57,40 m \| \| 2024 \| Copa de Europa de Lanzamientos sub-23 \| Leiria \| 7.º \| 54,88 m \| \| 2025 \| Copa de Europa de Lanzamientos sub-23 \| Nicosia \| Medalla de plata \| 59,47 m \| \| 2025 \| Campeonato de Europa Sub-23 \| Bergen \| 7.º \| 58,07 m \| | Representando a España en lanzamiento de disco \| Año \| Competición \| Sede \| Puesto \| Marca \| \| ---- \| ------------------------------------- \| ------- \| ---------------- \| ------------ \| \| 2019 \| FOJE \| Bakú \| 4.º \| 57,73 m[n 1] \| \| 2021 \| Campeonato de Europa Sub-20 \| Tallin \| 7.º \| 56,27 m[n 2] \| \| 2021 \| Campeonato del Mundo Sub-20 \| Nairobi \| 9.º \| 54,49 m[n 2] \| \| 2022 \| Campeonato del Mundo Sub-20 \| Cali \| 6.º \| 60,94 m[n 2] \| \| 2023 \| Copa de Europa de Lanzamientos sub-23 \| Leiria \| 6.º \| 54,56 m \| \| 2023 \| Campeonato de Europa Sub-23 \| Espoo \| 5.º \| 57,40 m \| \| 2024 \| Copa de Europa de Lanzamientos sub-23 \| Leiria \| 7.º \| 54,88 m \| \| 2025 \| Copa de Europa de Lanzamientos sub-23 \| Nicosia \| Medalla de plata \| 59,47 m \| \| 2025 \| Campeonato de Europa Sub-23 \| Bergen \| 7.º \| 58,07 m \| |
| Año | Competición | Sede | Puesto | Marca | |
| --- | --- | --- | --- | --- | --- |
| 2019 | FOJE | Bakú | 4.º | 57,73 m | |
| 2021 | Campeonato de Europa Sub-20 | Tallin | 7.º | 56,27 m | |
| 2021 | Campeonato del Mundo Sub-20 | Nairobi | 9.º | 54,49 m | |
| 2022 | Campeonato del Mundo Sub-20 | Cali | 6.º | 60,94 m | |
| 2023 | Copa de Europa de Lanzamientos sub-23 | Leiria | 6.º | 54,56 m | |
| 2023 | Campeonato de Europa Sub-23 | Espoo | 5.º | 57,40 m | |
| 2024 | Copa de Europa de Lanzamientos sub-23 | Leiria | 7.º | 54,88 m | |
| 2025 | Copa de Europa de Lanzamientos sub-23 | Nicosia | Medalla de plata | 59,47 m | |
| 2025 | Campeonato de Europa Sub-23 | Bergen | 7.º | 58,07 m | |

1. ↑  Disco de 1,50 kg
2. 1 2 3  Disco de 1,75 kg